# Bazarak
Bazarak ( persa : بازارک ) é a capital da província de Panjshir , no vale de Panjshir , no nordeste do Afeganistão, e a capital temporária de fato da República Islâmica do Afeganistão desde 17 de agosto de 2021.
É formada por seis aldeias: Khanez, Jangalak, Malaspa, Parandeh e Rahmankhel. O túmulo de Ahmad Shah Massoud , conhecido como o "Leão de Panjshir", está localizado em Bazarak.
Bazarak é uma pequena cidade no nordeste do Afeganistão. Ele tinha uma população total de 24.723 em 2015,  e tem apenas 3 distritos policiais (nahias).  A área total da cidade de Bazarak é de 9.122 hectares, enquanto há 2.747 o número total de moradias na cidade. 